# Student Travel Schools
STS- Student Travel Schools – szwedzka firma z branży turystyki edukacyjnej, założona w 1958 roku. Firma zajmuje się organizacją kursów językowych za granicą. Aktualnie STS ma swoje biura w 26 krajach (czterech kontynentach) na świecie. Od 1994 roku działa także w Polsce, gdzie dyrektorem generalnym jest Marek Link.